# Hell in a Cell (2017)
Hell in a Cell (2017) – gala wrestlingu wyprodukowana przez federację WWE dla zawodników z brandu SmackDown. Odbyła się 8 października 2017 w Little Caesars Arena w Detroit w stanie Michigan. Emisja była przeprowadzana na żywo za pośrednictwem WWE Network oraz w systemie pay-per-view. Była to dziewiąta gala w chronologii cyklu Hell in a Cell.

## Produkcja
Hell in a Cell oferowało walki profesjonalnego wrestlingu z udziałem różnych wrestlerów należących do brandu SmackDown spośród istniejących oskryptowanych rywalizacji i storyline’ów. Kreowane są podczas cotygodniowych gal SmackDown Live. Wrestlerzy są przedstawieni jako heele (negatywni, źli zawodnicy i najczęściej wrogowie publiki) i face’owie (pozytywni, dobrzy i najczęściej ulubieńcy publiki), którzy rywalizują pomiędzy sobą w seriach walk mających budować napięcie. Kulminacją rywalizacji jest walka wrestlerska lub ich seria.

### Rywalizacje
Podczas gali SummerSlam Jinder Mahal z pomocą The Singh Brothers (Samira i Sunila Singh) pokonał Shinsuke Nakamurę i obronił WWE Championship. Dwie doby później podczas tygodniówki SmackDown Live Nakamura pokonał Singh Brothers w handicap matchu, po czym wybronił się z ataku trzech przeciwników wykonując im Kinshasę. 29 sierpnia Nakamura i Randy Orton wspólnie pokonali Mahala i Ruseva, lecz po walce Orton wykonał Nakamurze RKO. Tydzień później Nakamura pokonał Ortona i dzięki temu stał się pretendentem do tytułu Mahala na galę Hell in a Cell. Przez kolejne trzy epizody tygodniówki Mahal i Singh Brothers wyśmiewali pozy oraz miny ich przeciwnika. 26 września Mahal udał, że przeprosił Nakamurę, który ostatecznie ruszył do ringu i zdołał pobić Mahala wykonując mu Kinsashę.
Komisarz brandu SmackDown Shane McMahon był sędzią specjalnym pojedynku o WWE United States Championship pomiędzy Kevinem Owensem i mistrzem AJ Stylesem podczas gali SummerSlam. W trakcie walki Owens próbował przypiąć przeciwnika, lecz Styles umieścił stopę na dolnej linie, co sygnalizowało przerwanie przypięcia. Sfrustrowany Owens popchnął Shane'a, lecz ten odwdzięczył się tym samym, zaś Styles wykorzystał moment zamieszania i przypiął Owensa. Dwie doby później podczas tygodniówki SmackDown Live Shane wyznaczył Owensowi ostatnią walkę o tytuł, lecz ten mógł wybrać sędziego specjalnego, którym stał się Baron Corbin. Podczas walki Corbin wyszedł z ringu i wyrzucił koszulkę sędziowską, którą założył Shane i sędziował resztę pojedynku wygranego przez Stylesa. 5 września podczas SmackDown Live wywiązała się bijatyka podczas zawodnikiem i komisarzem, gdzie Owens nawiązywał do lipcowego wypadku Shane'a, a także mówił o jego dzieciach. Z powodu ataku na Owensa, Shane został zawieszony w prawach komisarza przez ojca i prezesa WWE Vince'a McMahona. 12 września Vince McMahon spotkał się w ringu z Owensem, przywrócił syna do pełnienia funkcji i wyznaczył Hell in a Cell match pomiędzy nim, a Owensem. Owens zgodził się, po czym uderzył McMahona w głowę, wykonał Superkick, a także Frog Splash z górnej liny na nim. Tydzień później Shane wypowiedział się na temat ataku na swojego ojca obiecując, że zemści się podczas gali Hell in a Cell. Tej samej nocy Owens, który wystąpił na telebimie, przeprosił za atak i obwinił Shane'a za jego podłoże. Podczas tygodniówki z 26 września Owens wezwał Shane'a do ringu, jednakże na wezwanie odpowiedział Sami Zayn, który stwierdził, że Owens zaszedł za daleko z ostatnimi czynami. Walką wieczoru gali był pojedynek pomiędzy nimi, który zakończył się bez rezultatu, kiedy to Owens wykonał ruch powerbomb Zaynem o krawędź ringu i nie mógł dalej walczyć.
29 sierpnia podczas tygodniówki SmackDown Live United States Champion AJ Styles przywrócił U.S. Championship Open Challenge, na który odpowiedział Tye Dillinger. Baron Corbin również wyszedł do ringu, lecz Dillinger zaatakował go i rozpoczął walkę ze Stylesem, którą przegrał; po chwili został zaatakowany przez Corbina, lecz przepędził go Styles. W kolejnym tygodniu Dillinger zmierzył się z Corbinem, lecz przegrał pojedynek, który komentował Styles. Mimo tego mistrz zaoferował mu ponownie walkę o tytuł podczas przyszłotygodniowego epizodu, którą wygrał po kolejnych interwencjach Corbina. Po walce Styles uścisnął dłoń Dillingera, lecz Corbin zaatakował ich obu i określił siebie kolejnym pretendentem do tytułu. 19 września podczas tygodniówki SmackDown Live Corbin zaatakował Stylesa przed ich walką, lecz na ratunek mistrza przybył Dillinger. Z tego powodu 26 września ponownie odbyła się walka Corbina z Dillingerem, którą wygrał Corbin i wyzwał Stylesa do walki o United States Championship na gali Hell in a Cell.
Podczas gali SummerSlam The Usos (Jimmy i Jey Uso) pokonali The New Day (Big E, Xaviera Woodsa i Kofi'ego Kingstona) odzyskując WWE SmackDown Tag Team Championship. 29 sierpnia podczas tygodniówki SmackDown Live The Usos zyskali prawa do wyboru stypulacji rewanżu z The New Day. Tydzień później wyjawili, że będzie to Street Fight, który odbył się 12 września podczas SmackDown Live, gdzie New Day pokonali mistrzów i zdobyli tytuły tag team. 19 września The Usos poinformowali, że wykorzystają swoją klauzulę rewanżową podczas gali Hell in a Cell. Podczas odcinka SmackDown Live z 26 września, tuż po tym jak The Usos pokonali The Hype Bros (Mojo Rawleya i Zacka Rydera), The New Day zaproponowali obronę tytułów w tag-teamowym Hell in a Cell matchu, na co bracia Usos przystali.
Na SummerSlam Natalya pokonała Naomi i wygrała WWE SmackDown Women’s Championship. Zdołała również obronić tytuł w rewanżu podczas tygodniówki SmackDown Live z 12 września. 19 września mistrzyni przerwała wypowiedź Charlotte Flair, która komentowała powrót do zdrowia Rica Flaira. Charlotte wyzwała Natalyę do walki o mistrzostwo, lecz przerwały jej Becky Lynch, Naomi oraz Tamina. Generalny menadżer Daniel Bryan wyznaczył fatal 4-way match o miano pretendentki, który zdobyła Charlotte, tym samym stając się przeciwniczką Natalyi podczas gali Hell in a Cell. Po tym jak Charlotte pokonała Ms. Money in the Bank Carmellę podczas przyszłotygodniowego epizodu, skonfrontowała się ona w ringu z Natalyą która stwierdziła, że cieszy się z powodu powrotu do zdrowia Rica Flaira, który raz jeszcze będzie mógł zobaczyć przegrywającą córkę.
Przez wrześniowe epizody tygodniówek SmackDown Live Dolph Ziggler wychodził na arenę utożsamiając się z innymi wrestlerami poprzez podrabianie wejściówek oraz zapożyczanie strojów ringowych – w ten sposób oskarżał widownię o to, że zwracają uwagę jedynie na cechy postaci, a nie jakość występów w ringu. 26 września po wykonaniu wejściówki The Undertakera do ringu wszedł Bobby Roode, który zadebiutował w głównym rosterze w brandzie SmackDown miesiąc wcześniej. Wyzwał on Zigglera do walki na galę Hell in a Cell, co Ziggler zaakceptował.
Podczas gali SummerSlam Randy Orton pokonał Ruseva w 10 sekund. Duo zawalczyło w rewanżu podczas odcinka SmackDown Live z 19 września, gdzie Rusev pokonał Ortona w około 10 sekund, lecz uprzednio Orton wygrał pojedynek z Aidenem Englishem. Tydzień później odbyła się bułgarska celebracja dla Ruseva, podczas której English zaśpiewał piosenkę chwalącą Ruseva, a także uchwalono 26 września „dniem Ruseva”. Do ringu wkroczył Orton, który Englishowi i Rusevowi wykonał po RKO. Tej samej nocy ogłoszono kolejną walkę Ruseva z Ortonem na galę Hell in a Cell.

## Wyniki walk
| Nr                                                                   | Wyniki                                                                                            | Stypulacje                                                 | Czas  |
| -------------------------------------------------------------------- | ------------------------------------------------------------------------------------------------- | ---------------------------------------------------------- | ----- |
| 1P                                                                   | Chad Gable i Shelton Benjamin pokonali The Hype Bros (Mojo Rawleya i Zacka Rydera)                | Tag Team match                                             | 10:20 |
| 2                                                                    | The Usos (Jimmy i Jey Uso) pokonali The New Day (Big E i Xaviera Woodsa) (z Kofim Kingstonem) (c) | Hell in a Cell match o WWE SmackDown Tag Team Championship | 22:00 |
| 3                                                                    | Randy Orton pokonał Ruseva                                                                        | Singles match                                              | 11:40 |
| 4                                                                    | Baron Corbin pokonał AJ Stylesa (c) i Tye'a Dillingera                                            | Triple Threat match o WWE United States Championship       | 19:20 |
| 5                                                                    | Charlotte Flair pokonała Natalyę (c) poprzez dyskwalifikację                                      | Singles match o WWE SmackDown Women’s Championship         | 12:15 |
| 6                                                                    | Jinder Mahal (c) (z The Singh Brothers) pokonał Shinsuke Nakamurę                                 | Singles match o WWE Championship                           | 12:10 |
| 7                                                                    | Bobby Roode pokonał Dolpha Zigglera                                                               | Singles match                                              | 11:35 |
| 8                                                                    | Kevin Owens pokonał Shane'a McMahona                                                              | Falls Count Anywhere Hell in a Cell match                  | 39:00 |
| (c) – mistrz/mistrzyni przed walkąP – walka miała miejsce w pre-show |                                                                                                   |                                                            |       |